# Potestad
Potestad, o también recientemente aceptado podestad,[cita requerida] es un término jurídico que hace referencia a la autoridad legal, y posee un concepto híbrido entre poder, derecho y deber.
La potestad supone una derivación de la soberanía y coloca a su titular en una posición de superioridad, lleva implícita una capacidad de fuerza.
- La potestad es un derecho, porque quien la ostenta puede ejercerla frente a ciertas personas para que cumplan ciertos deberes. Le faculta legalmente para hacer ciertas cosas.
- La potestad es un poder, porque quien la ostenta puede normalmente usar la fuerza para ejercerla. Por ello se atribuye normalmente a alguna autoridad.
- La potestad es un deber, porque la persona que la ostenta está obligada a ejercerla, y no se puede rechazar.

Lo habitual es que la potestad sea una característica de entes de derecho público (la administración, el ministerio público, etc.), pero también se utiliza el término en derecho privado. 
El caso más emblemático es el de la patria potestad, que es un derecho-deber irrenunciable que los padres ostentan frente a la tenencia legal de sus hijos.
En la mayor parte de los casos, la potestad es de carácter irrenunciable.